# Desperate Housewives
Desperate Housewives (también conocida como Mujeres desesperadas en España, Amas de casa desesperadas en Argentina, y Esposas desesperadas en México) es una serie de televisión estadounidense de comedia y drama creada por Marc Cherry, producida por ABC y Cherry Productions. Fue emitida desde 2004 hasta 2012.
La serie se desarrolla en la calle Wisteria Lane, una zona residencial situada en la ciudad ficticia de Fairview, en el también estado ficticio de Eagle State. La serie trata sobre las vidas de cinco amas de casay sus vidas domésticas, a la vez que se revelan varios misterios acerca de sus maridos, amigos y vecinos. El tono y estilo de la serie combina elementos de drama, comedia, misterio, telenovela, melodrama, farsa y sátira. En la primavera de 2011, ABC comunicó a la prensa que Desperate Housewives terminaría con una octava temporada de 23 capítulos, siendo así el final de la serie.

## Producción
La idea de la serie surgió cuando Marc Cherry y su madre estaban viendo un informe de noticias sobre Andrea Yates, una mujer que había ahogado a sus cinco hijos en la bañera, uno por uno, aparentemente por la psicosis que la había generado su depresión postparto.
Antes de Desperate Housewives, Cherry era conocido por la producción y escritura de series de comedia como The Golden Girls y seguida de Golden Palace. Además, había creado otras tres series The Five Mrs. Buchanans, The Crew y Some of My Best Friends, ninguna de las cuales duró más de un año en la pantalla. Inicialmente Cherry ofreció la serie a varias cadenas televisivas como HBO, CBS, NBC, Fox, Showtime y Lifetime, pero no fue aceptada por ninguna de las cadenas. Por último, dos nuevos ejecutivos de ABC, Lloyd Braun y Susan Lyne dieron luz verde a Marc para emitir el episodio piloto.
Los ejecutivos de ABC no estaban satisfechos inicialmente con el nombre de la nueva serie, por lo que sugirieron llamarla Wisteria Lane o Las vidas secretas de las amas de casa.
El 18 de mayo de 2004, ABC anunció el horario estable de la serie: todos los domingos de 9:00-10:00 p.m. Después de solo tres episodios de emisión, el 20 de octubre, ABC anunció que Desperate Housewives había conseguido firmar por una temporada completa.

## Elenco y personajes
| Actor/Actriz            | Personaje                                                         | Temporada  | Temporada   | Temporada   | Temporada   | Temporada  | Temporada   | Temporada   | Temporada   |          |
| Actor/Actriz            | Personaje                                                         | 1          | 2           | 3           | 4           | 5          | 6           | 7           | 8           |          |
| ----------------------- | ----------------------------------------------------------------- | ---------- | ----------- | ----------- | ----------- | ---------- | ----------- | ----------- | ----------- | -------- |
| Teri Hatcher            | Susan Mayer (después Susan Delfino)                               | Principal  | Principal   | Principal   | Principal   | Principal  | Principal   | Principal   | Principal   |          |
| Felicity Huffman        | Lynette Scavo                                                     | Principal  | Principal   | Principal   | Principal   | Principal  | Principal   | Principal   | Principal   |          |
| Marcia Cross            | Bree Van de Kamp (por un tiempo Bree Hodge y después Bree Weston) | Principal  | Principal   | Principal   | Principal   | Principal  | Principal   | Principal   | Principal   |          |
| Eva Longoria            | Gabrielle Marquez Solis (por un tiempo Gabrielle Lang)            | Principal  | Principal   | Principal   | Principal   | Principal  | Principal   | Principal   | Principal   |          |
| Brenda Strong           | Mary Alice Young                                                  | Principal  | Principal   | Principal   | Principal   | Principal  | Principal   | Principal   | Principal   |          |
| James Denton            | Mike Delfino                                                      | Principal  | Principal   | Principal   | Principal   | Principal  | Principal   | Principal   | Principal   |          |
| Ricardo Antonio Chavira | Carlos Solis                                                      | Principal  | Principal   | Principal   | Principal   | Principal  | Principal   | Principal   | Principal   |          |
| Nicollette Sheridan     | Edie Britt Williams                                               | Principal  | Principal   | Principal   | Principal   | Principal  |             |             |             |          |
| Andrea Bowen            | Julie Mayer                                                       | Principal  | Principal   | Principal   | Principal   | Invitada   | Coprincipal | Invitada    | Recurrente  |          |
| Mark Moses              | Paul Young                                                        | Principal  | Principal   | Recurrente  |             |            | Invitado    | Principal   | Invitado    |          |
| Cody Kasch              | Zach Young                                                        | Principal  | Principal   | Recurrente  |             |            |             | Invitado    |             |          |
| Steven Culp             | Rex Van de Kamp                                                   | Principal  | Invitado    | Invitado    |             | Invitado   |             | Invitado    | Invitado    |          |
| Jesse Metcalfe          | John Rowland                                                      | Principal  | Invitado    | Invitado    | Invitado    |            | Recurrente  |             |             |          |
| Doug Savant             | Tom Scavo                                                         | Recurrente | Principal   | Principal   | Principal   | Principal  | Principal   | Principal   | Principal   |          |
| Kyle MacLachlan         | Orson Hodge                                                       |            | Recurrente  | Principal   | Principal   | Principal  | Principal   | Invitado    | Invitado    |          |
| Richard Burgi           | Karl Mayer                                                        | Recurrente | Principal   | Invitado    | Invitado    | Recurrente | Recurrente  |             | Invitado    | Invitado |
| Alfre Woodard           | Betty Applewhite                                                  | Invitada   | Principal   |             |             |            |             |             |             |          |
| Dana Delany             | Katherine Mayfair                                                 |            |             |             | Principal   | Principal  | Principal   |             | Invitada    |          |
| Shawn Pyfrom            | Andrew Van de Kamp                                                | Recurrente | Coprincipal | Coprincipal | Coprincipal | Principal  | Recurrente  | Recurrente  | Recurrente  |          |
| Neal McDonough          | Dave Williams                                                     |            |             |             |             | Principal  |             |             |             |          |
| Maiara Walsh            | Ana Solís                                                         |            |             |             |             | Invitada   | Principal   |             |             |          |
| Drea de Matteo          | Angie Bolen                                                       |            |             |             |             |            | Principal   |             |             |          |
| Kathryn Joosten         | Karen McCluskey Bender                                            | Invitada   | Recurrente  | Recurrente  | Recurrente  | Recurrente | Coprincipal | Principal   | Coprincipal |          |
| Kevin Rahm              | Lee McDermott                                                     |            |             |             | Recurrente  | Recurrente | Recurrente  | Principal   | Coprincipal |          |
| Tuc Watkins             | Bob Hunter                                                        |            |             |             | Recurrente  | Recurrente | Recurrente  | Principal   | Coprincipal |          |
| Vanessa Williams        | Renée Perry Faulkner                                              |            |             |             |             |            |             | Principal   | Principal   |          |
| Madison De La Garza     | Juanita Solis                                                     |            |             |             | Invitada    | Recurrente | Coprincipal | Coprincipal | Principal   |          |
| Jonathan Cake           | Chuck Vance                                                       |            |             |             |             |            |             | Recurrente  | Principal   |          |
| Charles Mesure          | Ben Faulkner                                                      |            |             |             |             |            |             |             | Principal   |          |

## Protagonistas
- Susan Delfino/ Mayer (Teri Hatcher) la despistada, impulsiva, ingenua. La sentimental, propensa a accidentes, que ilustra cuentos infantiles y por lo cual cree en el "felices por siempre".

- Lynette Scavo (Felicity Huffman), mujer competitiva, con sentido de la justicia, irónica pero no ácida, sensible al dolor ajeno. Trabajó como publicista y como ayudante en el restaurante-pizzería de su marido. Al ser madre de 5 hijos, su historia es la que más gira en torno a la familia.

- Bree Van de Kamp/Hodge (Marcia Cross), la perfecta ama de casa, republicana, que no se permite ni un error y está obsesionada con la limpieza, el orden y los buenos modales, pero sobre todo procura controlar las opiniones de los demás y se cuida mucho del "qué dirán" y las apariencias.

- Gabrielle Solís (Eva Longoria) de ascendencia mexicana, materialista, superficial, provocativa, muy sensual y amante de la buena vida, lo que quiere lo obtiene, tras ser pobre y violada en su infancia, solo quiere dinero y sexo. Solo el amor resalta la nobleza escondida que tiene.

- Edie Williams/ Britt (Nicollette Sheridan), (1-5) la brutalmente sexy, provocativa, egoísta, ácida, irónica, "devorahombres" que peca de chismosa y tiene el don de la oportunidad. Es vendedora de casas y su vida sentimental es agitada y cambiante. Una mujer con una necesidad compulsiva de seducir.

- Katherine Mayfair (Dana Delany), (4-6) la llamada "copia de Bree" por su característico don del orden, perfección y cocina, tiene sus propios oscuros secretos, que son revelados en la 4.ª temporada cuando esta mujer regresa a Wisteria Lane. En la 6.ª temporada, se acuesta con una estríper porque se siente sola.
- Renée Perry (Vanessa Williams), (7-8) Cuando Renée se introdujo por primera vez, ella es retratada como una mujer rica manipuladora, fría e insensible. Renée causa el odio de las otras mujeres con su comportamiento pasivo-agresivo al principio, pero finalmente se convierte en amiga de sus vecinos. Renée detesta a los niños al principio, pero luego se demostró que tiene un lado suave para ellos, incluso revelando que alguna vez soñó con tener hijos ella misma.

- Mary Alice Young/ Angela Forrest (Brenda Strong) es la narradora y era la mejor amiga de "las desesperadas" antes de su suicidio (en el capítulo 1), mujer muy sabia y sensible.

## Sinopsis
| Temporada | Temporada | Episodios | Episodios | Emisión original         | Emisión original   | Puesto | Audiencia promedio (millones) |
| Temporada | Temporada | Episodios | Episodios | Primera emisión          | Última emisión     | Puesto | Audiencia promedio (millones) |
| --------- | --------- | --------- | --------- | ------------------------ | ------------------ | ------ | ----------------------------- |
|           | 1         | 23        | 23        | 3 de octubre de 2004     | 22 de mayo de 2005 | 4      | 23,69                         |
|           | 2         | 24        | 24        | 25 de septiembre de 2005 | 21 de mayo de 2006 | 4      | 21,70                         |
|           | 3         | 23        | 23        | 24 de septiembre de 2006 | 20 de mayo de 2007 | 10     | 16,70                         |
|           | 4         | 17        | 17        | 30 de septiembre de 2007 | 18 de mayo de 2008 | 6      | 17,52                         |
|           | 5         | 24        | 24        | 28 de septiembre de 2008 | 17 de mayo de 2009 | 9      | 15,66                         |
|           | 6         | 23        | 23        | 27 de septiembre de 2009 | 16 de mayo de 2010 | 20     | 12,83                         |
|           | 7         | 23        | 23        | 26 de septiembre de 2010 | 15 de mayo de 2011 | 26     | 11,85                         |
|           | 8         | 23        | 23        | 25 de septiembre de 2011 | 13 de mayo de 2012 | 37     | 10,60                         |

### Primera temporada (2004-2005)
La primera temporada comenzó el 3 de octubre de 2004 y presenta la vida de los cuatro personajes centrales de la serie: Susan Mayer, Lynette Scavo, Bree Van de Kamp y Gabrielle Solis, y de sus familias y vecinos de Wisteria Lane. El principal misterio de la temporada es el inesperado suicidio de Mary Alice Young, y la relación que su marido y su hijo adolescente tienen con este acontecimiento. Mientras tanto, Bree trata de salvar su matrimonio, Lynette lucha por encontrar tiempo y energía para hacer frente a sus hijos, Susan pelea con Edie Britt por el afecto de su nuevo vecino Mike Delfino, y Gabrielle intenta evitar que su marido, Carlos, descubra su romance con su atractivo y sexy jardinero menor de edad. Mary Alice Young, la mujer que se suicidó, es la que narra todos los capítulos de la serie.

### Segunda temporada (2005-2006)
La segunda temporada se empezó a transmitir el 25 de septiembre de 2005, y su misterio central es el de la nueva vecina Betty Applewhite y su hijo Matthew, quienes se mudan en medio de la noche a Wisteria Lane. Durante toda la temporada, Bree intenta hacer frente a una vida como viuda y, sin saberlo, comienza una relación con el hombre que envenenó a su marido; combate el alcoholismo, y su relación con sus hijos (Andrew y Danielle) es cada vez más fea. Al intentar combatir el alcoholismo, se enamora de su tutor, y eso desencadena una mayor enemistad con su hijo. Susan y su vida amorosa es aún más complicada ya que su exmarido, Karl Mayer, tiene una relación con Edie. Lynette se remonta de nuevo a su carrera en la publicidad y, finalmente, se convierte en la jefa de su marido, Gabrielle decide serle fiel a su esposo y comienza los preparativos para tener un hijo.

### Tercera temporada (2006-2007)
En la tercera temporada, que se empezó a transmitir el 24 de septiembre de 2006, Bree contrae matrimonio con Orson Hodge, cuyo pasado y la participación con un cadáver recientemente descubierto se convierte en el principal misterio de la mayor parte de la temporada. Mientras tanto, Lynette tiene que adaptarse a tener otro hijo en la casa con la llegada de la hija ilegítima de Tom, Kayla, su relación de una noche con Nora (madre de Kayla), y la tensión añadida que supone la apertura de su propio restaurante, una pizzería. Gabrielle pasa por un áspero divorcio, pero al final encuentra el amor en el nuevo alcalde de Fairview y político ambicioso, Victor Lang. Edie Britt ve su oportunidad de tener una relación con Mike Delfino que está sufriendo de amnesia, y Susan encuentra el amor al lado de un hombre inglés, llamado Ian Hainsworth, cuya esposa está en coma.

### Cuarta temporada (2007-2008)
La cuarta temporada se empezó a transmitir el 30 de septiembre del 2007, y su principal misterio gira en torno a la nueva vecina Katherine Mayfair y su familia, que vuelve a Wisteria Lane después de doce años. Asimismo, Lynette lucha contra el cáncer; Gabrielle Solís empieza una aventura con su exmarido Carlos quien después pierde la vista en un accidente. Mike y Susan tratan de disfrutar de la vida como una pareja casada, sabiendo que esperan un hijo, y Mike se hace adicto a unas pastillas. Bree finge un embarazo con el plan de conservar al bebé su hija (que es hijo también del sobrino de Edie) y hacerlo pasar como suyo y de Orson. Edie planea aferrarse a su nuevo amor, Carlos Solis. Una pareja gay llega de la ciudad de Nueva York, Bob y Lee, ocupando la casa donde vivían los Applewhite.

### Quinta temporada (2008-2009)
La quinta temporada empezó el 28 de septiembre de 2008, y se inicia con un salto de cinco años en el futuro. Las cosas han cambiado en Wisteria Lane, pues Bree es ahora una famosa mujer de cáterin con un matrimonio irregular; Lynette se enfrenta a controlar a sus hijos adolescentes; Gabrielle ha perdido el glamur y cuida a sus 2 hijas pequeñas, así como a su ciego esposo; Susan tiene una relación con un joven llamado Jackson, aunque sigue amando a Mike, y Katherine y Mike empiezan una relación amorosa. Para agitar las cosas, Edie regresa con un nuevo esposo, Dave Williams, quien aporta el misterio y planea una venganza, inicialmente contra Mike.
En esta temporada, la serie alcanza los 100 episodios, en el cual el episodio 100 es un especial donde conocemos a Eli Scruggs, el "manitas" de gran corazón de Wisteria Lane que arregló algo más que el vecindario. Además, el episodio en su mayor parte tiene varios flashbacks donde regresan Martha Huber, Rex Van de Kamp y Mary Alice Young.

### Sexta temporada (2009-2010)
La sexta temporada inició el 27 de septiembre del 2009. Susan y Mike vuelven a estar juntos; Lynette lidia con un inesperado y doble embarazo; el matrimonio de Bree se disuelve mientras está al lado de otro hombre casado, Karl, exesposo de Susan; Gabrielle y Carlos le dan la bienvenida a la sobrina de él; y Katherine lucha contra la idea de perder a Mike y se enemista con Susan. En esta temporada aparece una nueva familia en el vecindario, los Bolen (Angie, Nick y Danny).Entra un nuevo personaje a la serie, una bailarina exótica llamada Robin, quien vive en la casa de Susan por un tiempo y luego se muda a la casa de Katherine. Con esta última, Robin empieza una relación y se van del vecindario por un tiempo. Preston regresa de un viaje por Europa con su prometida rusa, lo que estresa más a Lynette de lo que ya estaba. La sobrina de Carlos y Gabrielle empieza una relación con el hijo de los Bolen, Danny. El misterio principal de la temporada es la nueva vecina, Angie Bolen, que tiene que ver con su pasado oscuro y el padre biológico de Danny, y el misterioso estrangulador de Fairview que ha asesinado a varias chicas.

### Séptima temporada (2010-2011)
La séptima temporada inició el 26 de septiembre de 2010. En esta temporada, regresa Paul Young. Tras salir libre de cargos de la cárcel, tiene la intención de gastar el dinero de la indemnización en vengarse del poco apoyo recibido por sus vecinas durante su estancia en prisión, empezando por querer dejar a Susan sin su casa que con engaños rentó. Aparece también con su nueva esposa, que por razones poco claras se casó con él mientras estaba aún en la cárcel y resulta ser la hija de Felicia. La pareja Solis descubre que una de sus dos hijas fue cambiada al nacer, y deciden protegerla de esta verdad. Bree, después del divorcio con Orson, comienza una apasionada relación con el joven contratista que está reformando su casa. Susan se mete en complicaciones al tratar de ganar dinero rápido, para impedir que Mike tenga que trabajar en Alaska. Además, se introduce un nuevo personaje, Renée Perry, como la antigua y odiosa amiga de Lynette y Tom, quien al principio no les agrada a Bree, Gabrielle y Susan.

### Octava temporada (2011-2012)
La temporada final comenzó el 25 de septiembre de 2011. En esta temporada la trama gira alrededor del asesinato de Alejandro y cómo Susan, Lynette, Bree, Gabrielle y Carlos tratan de continuar sus vidas huyendo del sentimiento de culpa y de quienes tratan de hacerles mal. En esta temporada entra en escena Ben, un hombre quien dedica su vida a la construcción y que conquista la amistad de muchos, entre ellos Bree y Renée. Mike Delfino muere en esta temporada a manos de un prestamista. Otra de las tramas es el embarazo de Julie, ella quiere dar su bebé en adopción pero el padre, Porter Scavo, quiere criarlo y sacarlo adelante.

### Capítulo final
Este capítulo inicia con un «flashback» al primer episodio de la serie. Se ve a Mary Alice llegando a Wisteria Lane, siendo cuestionada por Martha Huber, quedando esta consternada por lo que Mary Alice oculta y está dispuesta a descubrir. La primera parte nos llevó a solucionar el tema central de la temporada: el juicio de Bree por el homicidio de Alejandro, con el que terminó la séptima temporada. Cuando todo parecía perdido con el desafortunado testimonio de Renee y Gaby en el estrado, la señora McCluskey intervino, y aunque mediante perjurio, confesó el crimen de Carlos para salvar a sus vecinas, a las que consideraba, más que amigas, su familia. 
Solventado el juicio, quedaban varias cosas antes de la boda de Renee y Ben, entre ellas unir a Lynette y Tom, que tras una declaración a la luz de la luna, por fin ponían su crisis a un lado y volvían juntos.
La gran boda del último capítulo empezó con una escena absurda: de camino al lugar Julie rompió aguas, y mientras Gaby robaba un vestido de novia para reemplazar el manchado de Renee, Susan Delfino se llevó la limusina para llevar a su hija al hospital. Mientras todos estaban de fiesta en la boda, ella se perdió algo que seguramente tampoco le apeteciera mucho y estuvo junto a Julie. Más tarde llegarían Porter y los otros abuelos orgullosos, Lynette y Tom, que habían superado su enésima pelea gracias a que Lynette había abierto su corazón en el brindis por su mejor amiga y su nuevo marido.
Al tiempo que nacía la hija de Julie, la vida de la señora McCluskey se apagaba en su casa. Hasta allí acudiría corriendo Bree y su nuevo novio, el abogado Trip y con todo ello, la muerte y la vida, la serie se despedía.
Queda una última partida de póquer de las chicas: ellas saben que las cosas ya no serán iguales. Susan pretende mudarse para ayudar a Julie, Lynette podría aceptar la propuesta de Katherine Mayfair y sin las cuatro unidas y sus partidas de póquer semanales, no será lo mismo (la voz en off nos informa de que nunca más volvieron a juntarse). Entonces, Marc Cherry nos hizo un regalo y nos contó qué iba a ser de cada una de ellas y cómo nuestras esposas desesperadas irían abandonando Wisteria Lane una a una.
Cuatro semanas después de esa partida de póquer, Lynette acepta la propuesta de Katherine y se muda con Tom a Nueva York, donde se convierte en la directora general de esa empresa, allí compran un departamento y acaban cuidando de sus seis nietos en Central Park. Un año después, Gaby y Carlos se mudan a California tras triunfar con una web sobre compras personalizadas y un programa de televisión. Bree y su nuevo esposo, el abogado, también abandonan Wisteria Lane; y Bree acaba siendo senadora del estado de Kentucky. Sin embargo, es Susan la primera en abandonar Wisteria Lane una semana después de su último juego. Susan se va con sus hijos y su nieta, pero antes de marcharse, decide recorrer toda la calle por última vez para despedirse, y en ese momento, aparecen muchos de los personajes que han muerto o abandonado el lugar en estos últimos ocho años, entre ellos Mike Delfino y por supuesto, Mary Alice Young.

## Actores y personajes

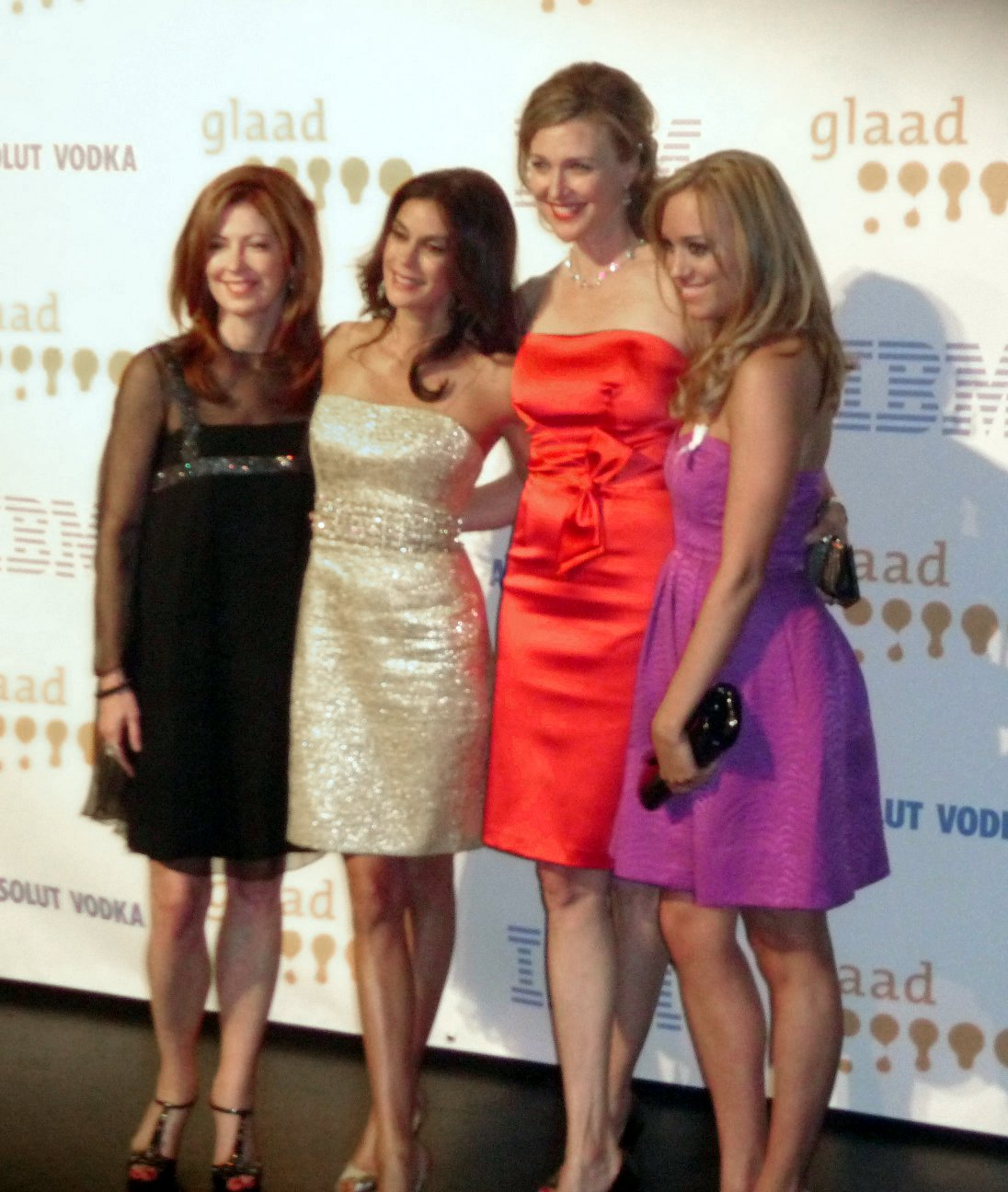
Dana Delany, Teri Hatcher, Brenda Strong y Andrea Bowen en la 20.ª edición de los premios GLAAD Media Awards en el Nokia Theatre de Los Ángeles, California, el 18 de abril de 2009.

La serie ha tenido varios cambios en cuanto a elenco se refiere. Por esta razón los actores que fueron, aunque sea una vez, "Principales" han sido incluidos en esa sección. Así pues durante las 4 temporadas transcurridas hasta el momento hay: 29 Principales y 23 Estrellas Invitadas Notables, las cuales se enlistan aquí.
Durante su temporada de estreno la serie ha ofrecido trece protagonistas que eran mencionados en el vídeo que abría cada episodio. Para el segundo año, varios actores, principalmente los niños y adolescentes, que habían sido invitados estrellas durante la primera temporada, fueron ascendidos a la serie también como protagonistas. Esta práctica continuó durante la tercera y cuarta temporada.

### Primera temporada
Los trece actores protagonistas de la temporada llevan incluidos cuatro principales actrices: Teri Hatcher como Susan Mayer, una madre divorciada con un sentido del humor y de drama en busca de amor. Felicity Huffman como Lynette Scavo, una ex empresaria convertida en una estresada ama de casa con cuatro hijos. Marcia Cross como Bree Van de Kamp, la aparentemente perfecta madre de dos adolescentes rebeldes, luchando para salvar su matrimonio. Eva Longoria como Gabrielle Solís, una exmodelo cuyo infeliz matrimonio la llevó a iniciar un romance con su jardinero de 17 años. Por otra parte, Nicolette Sheridan interpreta a Edie Britt, la rival de amores de Susan, que desde entonces ha crecido lentamente hasta convertirse en la quinta protagonista de la serie. Steven Culp interpretó el papel de Rex Van de Kamp, el frustrado primer esposo de Bree con deseos sexuales no convencionales, que muere al final de la primera temporada de un infarto. Ricardo Antonio Chavira encarna a Carlos, el esposo de Gabrielle Solís, un duro hombre de negocios que considera a su esposa como un trofeo, y James Denton actuó como Mike Delfino, el misterioso vecino de Susan, del que termina enamorada. Brenda Strong es la narradora, Mary Alice Young, que generalmente no aparece delante de la cámara y cuyo inesperado suicidio en el primer episodio sigue siendo un misterio en toda la primera temporada. Mark Moses como Paul Young, el viudo de Mary Alice, que llegó a cometer un asesinato para que el misterio de su esposa no saliera a la luz, y Cody Kasch actuó como Zach Young, el hijo adolescente de Paul y Mary Alice, que finalmente resultó ser hijo biológico de Mike. Por último, Andrea Bowen que interpreta a la hija de Susan, Julie Mayer, y Jesse Metcalfe desempeñó el papel de John Rowland, el jardinero adolescente amante de Gabrielle Solis.

### Segunda temporada
Para la segunda temporada, Culp y Metcalfe no participaron en la serie, pues Rex había muerto de un ataque al corazón y Gabrielle había terminado su relación con John. Varios actores que habían aparecido como invitados durante toda la primera temporada fueron ascendidos a habituales para la segunda, incluyendo Doug Savant como Tom Scavo, el esposo de Lynette que en la segunda temporada deja su puesto en el trabajo y se queda en casa cuidando de sus hijos mientras Lynette regresa al trabajo. Brent Kinsman, Shane Kinsman, y Zane Huett como Preston, Porter y Parker Scavo, los hijos de Lynette, Shawn Pyfrom como el hijo gay de Bree, Andrew Van de Kamp, y Joy Lauren como Danielle Van de Kamp. Alfre Woodard y Mehcad Brooks se unieron al elenco como Betty Applewhite y su hijo Matthew, que se mudan a la calle en medio de la noche para que los vecinos no vean a su otro hijo Caleb - originalmente desempeñado por Page Kennedy pero pronto sustituido por NaShawn Kearse - encerrado en el sótano de su casa.
También se unieron al elenco principal de la segunda temporada, después de que protagonizaran algunos episodios de la primera temporada, Richard Burgi como Karl Mayer, exesposo de Susan y ahora novio de Edie, y Roger Bart como George Williams, el farmacéutico obsesionado con Bree, que provocó la muerte de Rex. Aunque Bart salió de la serie a mediados de temporada, debido al suicidio de George.

### Tercera temporada
Como el misterio de los Applewhite se resolvió al final de la segunda temporada, Woodard, Brooks y Kearse habían salido de la serie para la tercera temporada. Mark Moses, como Paul fue acusado de asesinato y encarcelado, también dejó la serie; Cody Kasch, debido a que Zach se convierte en un millonario después de matar a su abuelo, dejó de participar en la serie, y Richard Burgi, a raíz de que Karl dejó a Edie y a Susan también, estos tres últimos personajes han hecho apariciones en la tercera temporada pero solo fueron participaciones especiales.
Dos adiciones se hicieron a los principales personajes de la tercera temporada: Kyle MacLachlan como Orson Hodge, que se casa con Bree y cuya oscura historia familiar es el principal misterio para la mayoría de la temporada, y Josh Henderson, interpretó al sobrino de Edie, Austin McCann, que comienza una relación con Julie, pero termina dejando a Danielle embarazada y dejó la serie a mediados de temporada.

### Cuarta temporada
En la cuarta temporada, después de haber aparecido como estrella invitada durante la tercera, Rachel Fox fue añadida a los personajes principales como Kayla Huntington, la hija de Tom.
También se unieron al reparto principal Dana Delany y Lyndsy Fonseca como Katherine y Dylan Mayfair, una madre y su hija adolescente que había vivido en Wisteria Lane doce años antes. Katherine está casada con el doctor Adam Mayfair interpretado por Nathan Fillion. También en el cuarto episodio de la temporada se unieron Kevin Rahm y Tuc Watkins como una pareja gay, Lee McDermott y Bob Hunter, que se mudan a la casa de al lado de Susan (antes habitada por Betty Applewhite).

### Quinta temporada
En esta temporada hay muchos cambios de personajes ya que el final de la cuarta temporada terminó con un "flashforward", un salto de cinco años en el futuro. Los actores Brent Kinsman, Shane Kinsman, y Zane Huett, hijos de Lynette, son sustituidos por otros actores de más edad: Max y Charlie Carver interpretan a Porter y Preston Scavo y Joshua Moore será Parker Scavo, mientras que Kendall Applegate es Penny Scavo; en cuanto a Kayla Scavo, fue retirada de la serie debido a los problemas que tuvo con Lynette y Tom decidió mandarla con sus abuelos.
Neal McDonough llega a la quinta entrega para interpretar a Dave Williams, el misterioso nuevo marido de Edie, la cual vuelve al vecindario después de cinco años de ausencia. Gale Harold también forma parte del elenco en la quinta temporada e interpreta a la nueva pareja de Susan, Jackson Hart, luego de que esta se divorcia de Mike Delfino.
También aparecen Madison De La Garza y Daniella Baltodano, que interpretan a Juanita Solís y Celia Solís, respectivamente, las dos hijas de Carlos y Gabrielle Solís.

### Sexta temporada
La sexta temporada incorpora a la Familia Bolen integrada por Drea de Matteo (Angie), Jeffrey Nordling (Nick) y Beau Mirchoff (Danny). Además Richard Burgi y Andrea Bowen vuelven para interpretar a Karl Mayer y Julie Mayer como personajes regulares. Las actuaciones especiales están a cargo de Lyndsy Fonseca que reaparece en un solo capítulo como Dylan Mayfair. Además la actriz María Cominis interpreta a Mona Clark y Josh Zuckerman como Eddie Orlofsky. El último en incorporarse es John Barrowman como Patrick Logan que develará finalmente el secreto de la temporada. Al finalizar todos los personajes mencionados dejarán la serie.

## Música
Steve Jablonsky, Stewart Copeland, Steve Bartek y Danny Elfman son los compositores que han participado principalmente en la música de la serie. Elfman fue el encargado de crear la música de los créditos iniciales, dicha música fue utilizada en la mayoría de los episodios de las temporadas 1 a 3. En las temporadas 4 a 5 se ha utilizado un remix del mismo tema para acortar el tiempo de créditos. Mientras tanto, Jablonsky ha sido el encargado de componer la mayoría de la música incidental utilizada en todas las temporadas del seriado. Cabe decir que en septiembre de 2005, Universal Music lanzó un disco con música inspirada por Desperate Housewives.

## Crítica
En su primer año la audiencia fue elevada y, a la par, los críticos de programas televisivos la nombraron una serie de alta calidad.
Para su segundo año mantuvo el nivel de audiencia, sin embargo los críticos notaban "menos bueno" el guion del seriado. Michael Edenstein, productor ejecutivo, y Tom Spezialy, escritor, dejaron el show. Tras el final de temporada, Cherry aceptó que había descuidado el guion, y prometió regresar de tiempo completo a hacer el mismo en la siguiente temporada.
En la tercera temporada, los críticos notaron una mejoría en el guion, sin embargo la audiencia empezó a decaer. Personas de entre 18 y 24 años de edad conformaron la mayor parte de la audiencia. Debido al embarazo de Marcia Cross, esta tuvo que dejar el show antes del final de temporada y con su ida, los niveles de audiencia bajaron.
La cuarta temporada llegó recobrando los niveles de audiencia y la crítica de la primera temporada. En el capítulo 9, "Something is Coming", un tornado se aproxima a la calle Wisteria y con él mucha audiencia se acercó a la serie. Sin embargo tras la huelga de escritores 2007-2008, que causó el paro de emisión de muchos programas, la audiencia bajó mucho; fenómeno que sucedió en varios programas de televisión. Al final Desperate Housewives terminó en quinto lugar en niveles de audiencia de Estados Unidos; sin embargo otros "megahits" que se vieron afectados por la huelga (como Grey's Anatomy y Lost), terminaron muy por debajo.
La quinta temporada inició de forma magnífica, ganando el 2.º lugar de audiencia en su primer episodio, sin embargo, al transcurrir el tiempo, su audiencia fue muy variada y terminó en noveno lugar en niveles de audiencia de Estados Unidos. En cuanto a las críticas, la calidad de la serie disminuyó un tanto.
La sexta temporada llegó a Estados Unidos con promesa de grandes misterios. La experiencia en un principio fue poco satisfactoria respecto a la quinta sin embargo al pasar los episodios la remontada hasta el capítulo Lovely (6x15) recuperó la vieja audiencia de la cuarta temporada y superó a muchos capítulos de la primera. El final dejó a la serie 3.ª superando a series como Héroes. La crítica fue bastante aceptable.

### Representaciones sexuales
La serie presentó a un gay sociópata que se mete con el novio de su madre, Andrew. Marc Cherry, que ha declarado abiertamente su homosexualidad, alegó que varios personajes de la serie tienen serios desórdenes psicológicos, afirmando que el ser gay no es la causa de que Andrew Van De Kamp sea psicópata. Sin embargo para "apaciguar" la situación, Marc cambió drásticamente la personalidad de Andrew para la 3.ª temporada, asimismo incluyó una pareja gay en la temporada 4.

### Escuela de medicina en Filipinas
En el episodio Ahora lo sabes, el primero de la cuarta temporada, se habla de los médicos de Filipinas cuando Susan Mayer duda de la reputación de Adam al oírle decir que probablemente tiene la menopausia; al siguiente día de la emisión de este episodio, el gobierno de Filipinas exigió una disculpa a los productores de la serie, y el 4 de octubre de 2007 los estudios de la ABC les ofrecieron una disculpa, alegando que todo lo que había pasado en la premier de la cuarta temporada había sido un error y ellos nunca quisieron faltar al respeto de los médicos de dicho país. A pesar de las disculpas, la mayor parte del público culpó a Teri Hatcher por haber aceptado decir eso; otros dijeron que Marc Cherry (que escribió las líneas) es el culpable, y otros piensan que solamente fue una línea y no tiene mayor importancia.

## Huelga de guionistas 2007-2008
El paro de los guionistas se debió a que estos le exigían a los estudios de Disney una percepción por las ganancias de las descargas electrónicas o de la venta de DVD, Desperate Housewives se vio afectada por esto, ya que solo tenía 10 episodios completos de la cuarta temporada que se emitieron en Estados Unidos terminando el 6 de enero de 2008.
El Sindicato de Directores de EE. UU. (DGA) llegó a un acuerdo provisional con la Alianza de Productores de Cine y Televisión (AMPTP) sobre el nuevo convenio colectivo para los próximos tres años. Así la Huelga de guionistas terminó el lunes 11 de febrero. Se informó que el 13 de febrero, Marc Cherry se reunió con las protagonistas de la serie para discutir sobre la actual situación de la serie, y todas aceptaron trabajar 6 días a la semana para sacar adelante el proyecto.
Al final solo se contó con 17 episodios para la cuarta temporada, y no con 23 como en las temporadas anteriores, y gracias a eso el misterio se vio afectado, pues, según declaraciones de Cherry, se tuvo que eliminar muchos elementos del misterio haciéndolo menos complicado de lo que se tenía pensado hacer.
Dicha huelga afectó las emisiones internacionales, pues, cuando la huelga todavía estaba vigente y no se había llegado a un acuerdo, el canal Sony tuvo que repetir varias veces los episodios y el canal mexicano Azteca 7 pospuso la fecha de inicio de la cuarta temporada más de 1 mes.

## Otros medios de información y mercancía

### DVD
| DVD Name                                                                                 | Región 1                 | Región 2                 | Región 4                 | Región 5                  | Número de discos                | Número de episodios         |
| ---------------------------------------------------------------------------------------- | ------------------------ | ------------------------ | ------------------------ | ------------------------- | ------------------------------- | --------------------------- |
| La primera temporada completa                                                            | 20 de septiembre de 2005 | 10 de octubre de 2005    | 28 de noviembre de 2005  | 18 de julio de 2006       | 6 (Reg. 1,2 and 4) 5 (Reg. 5)   | 23                          |
| La segunda temporada completa - Una Edición con Mucho Jugo/Edición Extra Jugosa          | 30 de agosto de 2006     | 13 de noviembre de 2006  | 4 de octubre de 2006     | 28 de junio de 2007       | 7 (Reg. 2 and 4) 6 (Reg. 1 y 5) | 24 (Región 1) 24 (Región 2) |
| Las temporadas completas 1 y 2                                                           |                          | 13 de noviembre de 2009  | 24 de octubre de 2009    |                           |                                 | 47                          |
| La tercera temporada completa - Edición Trapos Sucios/Edición Ropa Sucia                 | 4 de agosto de 2007      | 5 de noviembre de 2007   | 31 de octubre de 2007    | 13 de diciembre de 2007 ' |                                 | 23                          |
| Las temporadas completas 1 - 3                                                           |                          | 19 de noviembre de 2007  |                          |                           |                                 | 73                          |
| La cuarta temporada completa - Edición Secretos Inconfesables/Edición Secretos Ardientes | 2 de septiembre de 2008  | 3 de noviembre de 2008   | 14 de noviembre de 2008  |                           |                                 | 17                          |
| La quinta temporada completa - Edición al Rojo Vivo                                      | 1 de septiembre de 2009  | 9 de noviembre de 2009   | 18 de septiembre de 2009 |                           |                                 | 24                          |
| La sexta temporada completa - La Edición Poderosa/Edición Todopoderosa                   | 21 de septiembre de 2010 | 4 de octubre de 2010     | 24 de septiembre de 2010 |                           |                                 | 23                          |
| Temporadas completas 1–6                                                                 |                          | 4 de octubre de 2010     | 20 de octubre de 2010    |                           | 36 (Reg. 1) 37 (Reg. 4)         | 134                         |
| La séptima temporada – Edición Wisteria Salvaje                                          | 30 de agosto de 2011     | 30 de octubre de 2011    | 30 de noviembre de 2011  | 15 de mayo de 2012        | 5                               | 23                          |
| Temporadas completas 1–7                                                                 |                          | 31 de octubre de 2011    |                          |                           | 41                              | 157                         |
| La octava temporada completa - Edición Kiss Them Goodbye                                 | 25 de septiembre de 2012 | 24 de septiembre de 2012 | 3 de octubre de 2012     | N/A                       | 5 (Reg. 1)                      | 23                          |
| La colección completa                                                                    | 25 de septiembre de 2012 | 24 de septiembre de 2012 |                          |                           | 45 (Reg 1)                      | 180                         |

### Juegos
En 2005 una compañía del Reino Unido lanzó el juego Desperate Housewives Dirty Laundry Game, basado en la primera temporada de la serie. En este, los jugadores intentan seguir a sus oponentes descubriendo sus secretos por medio de la solución de trivias y con esto ayudaban a mantener sus secretos guardados.
En 2006 Buena Vista Games lanzó el juego para ordenadores basado en los primeros 12 episodios de la serie llamado Desperate Housewives: The Game, este juego está situado en Wisteria Lane pero los jugadores no toman el rol de una de las desesperadas, sino que utilizan el lugar de una nueva vecina que se muda a la calle.
Pocos meses después la empresa Gameloft, la empresa líder en desarrollo de videojuegos para dispositivos móviles, lanzó un juego para teléfonos móviles. El juego consiste en avanzar cierto número de casillas después de lanzar un dado, y encontrar antes que el rival ciertas pistas para resolver los misterios. Tanto el jugador como el rival son personajes de la serie.

### Calendarios y postales
A partir de 2005 se lanzó un calendario con las fotos promocionales de la primera temporada; en 2006, 2007 y 2008 se hizo lo mismo y se planea el calendario de 2009.
Además se lanzaron unas postales con dedicatorias desesperadas y con algunas fotos promocionales de la tercera temporada.

### Libros
Han salido dos libros a la venta oficialmente basados en la serie en septiembre de 2005, Desperate Housewives: Behind Closed Doors escrito por los productores de la serie. Un año después, en octubre de 2006, se lanzó The Desperate Housewives Cookbook - Juicy Dishes and Saucy Bits, un libro de cocina con recetas para que cocines como las desesperadas.

### Muñecas
En diciembre de 2006 fueron anunciadas muñecas de "las desesperadas", producidas por Madame Alexander, y en 2007 se informó que esta venta sería limitada a solo 300 muñecas por personaje.
En 2009 lanzaron un perfume inspirado en la serie, llamado Forbidden Fruit (Fruta Prohibida).

## Versión EE. UU. (Latina)
Es la adaptación de la serie estadounidense Desperate Housewives, se emitió por Univision para el público latino de EE.UU y por TV Azteca para México.
Protagonistas
- Scarlet Ortiz - (Susan Mayer)
- Lorna Paz - (Lynette Scavo)
- Julieta Rosen - (Bree Van de Kamp)
- Ana Serradilla - (Gabrielle Solis)
- Gabriela Vergara - (Edie Britt)
- Diego Ramos - (Mike Delfino)
- Diego Bertie - (Tom Scavo)
- Ricardo Dalmacci - (Rex Van de Kamp)
- Bernie Paz - (Carlos Solis)
- Leonardo Daniel - (Paul Young)
- Lucía Méndez - (Mary Alice Young)

### Capítulos
- 01. Cuatro Amigas Y Un Funeral
- 02. Pero Por Debajo
- 03. Pequeña Linda Imagen
- 04. ¿Quién Es Esa Mujer?
- 05. Pasa, Extraño
- 06. Corriendo Para Mantenerse
- 07. Todo Lo Que Puedas Hacer
- 08. Culpable
- 09. Mentes Sospechosas
- 10. Vuelve A Mí
- 11. Seguir Adelante
- 12. Cada Día Una Pequeña Muerte
- 13. Tu Culpa
- 14. El Amor Está En El Aire
- 15. Imposible
- 16. Las Damas Que Almuerzan
- 17. No Habrá Trompetas
- 18. Los Chicos Escucharán
- 19. Vivir Solo Y Que Te Guste
- 20. No Más Miedo
- 21. Domingo En El Parque Con Jorge
- 22. Adiós Por Ahora
- 23. Un Día Maravilloso